# غريغ موريس
غريغ موريس (بالإنجليزية: Greg Morris)‏ هو عازف الأرغن بريطاني، ولد في 1976.

## وصلات خارجية
- غريغ موريس على موقع ميوزك برينز (الإنجليزية)
- غريغ موريس على موقع ديسكوغز (الإنجليزية)